# Koltur
Koltur [ˈkɔltʊɹ] (dänisch: Kolter) ist eine der 18 Inseln der Färöer und gehört zur Region der Hauptinsel Streymoy und der Kommune Tórshavn. Gleichzeitig hat sie den Status einer „Außeninsel“ (Útoyggj).

## Insel
Koltur ist die zweitkleinste Insel der Färöer. Auch in der nach Bevölkerungszahl aufgereihten Liste der färöischen Inseln steht sie an vorletzter Stelle. Danach kommt nur noch die unbewohnte Insel Lítla Dímun.
Erstmals schriftlich erwähnt wird Koltur um 1350 bis 1400 im sogenannten Hundebrief. Im königlichen Güterverzeichnis von 1584, dem sogenannten Jarðarbókin, werden zwei Gehöfte auf Koltur aufgeführt.
Die Siedlungsgeschichte von Koltur entspricht derjenigen der Nachbarinsel Hestur.

### Name

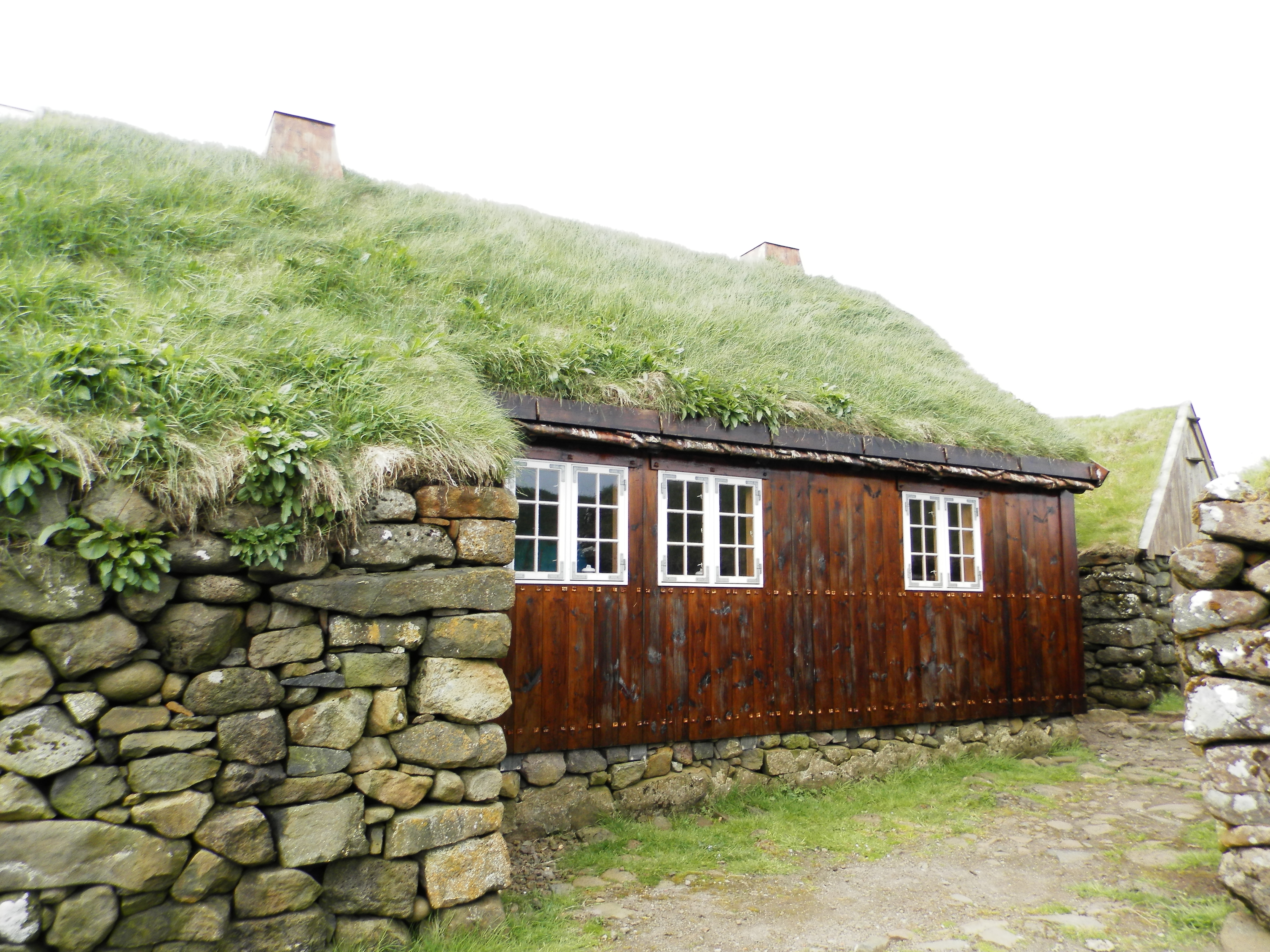
Haus in Heimi í Húsi

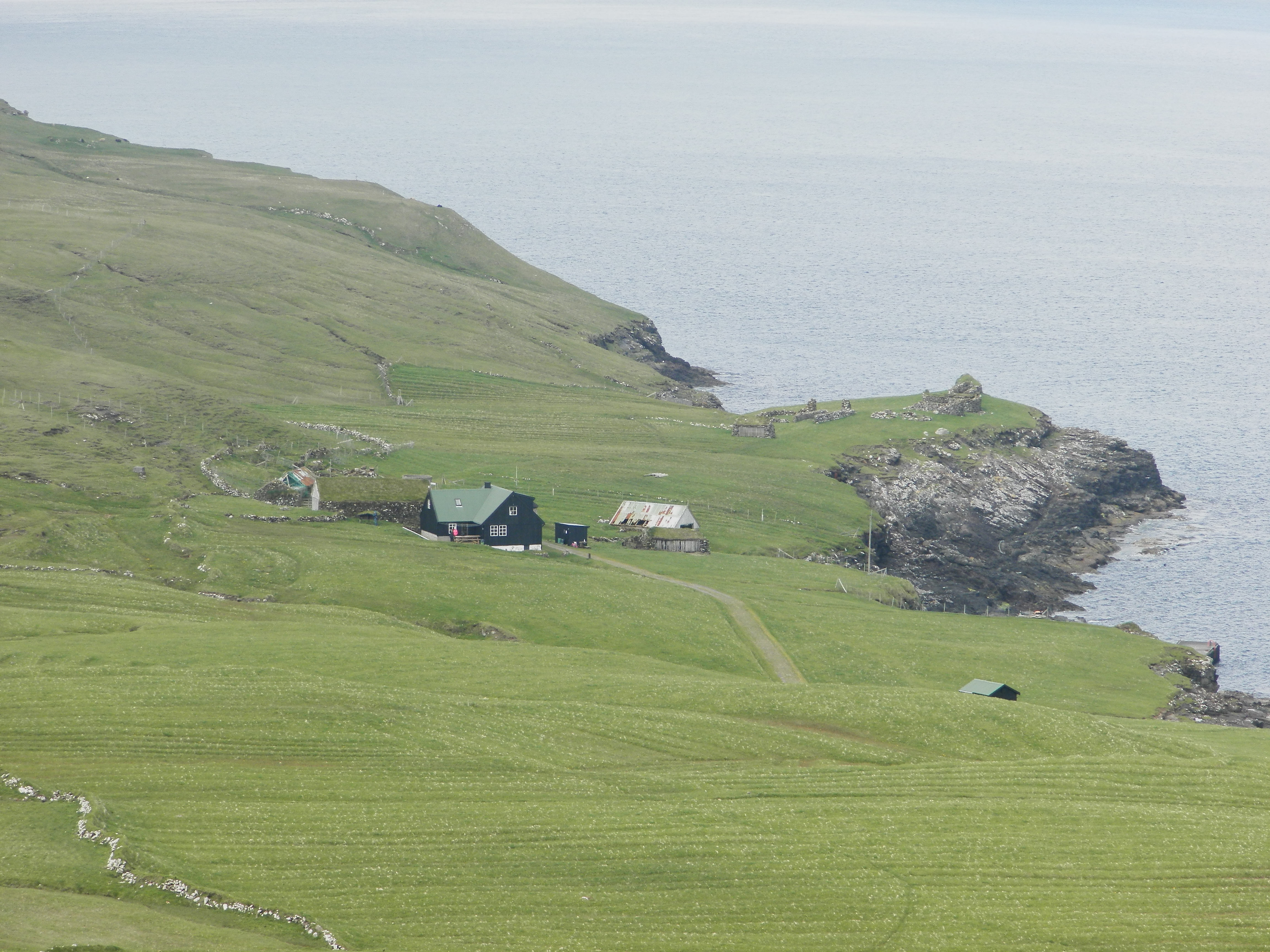
Gehöft Norðuri í Gerðum

Über die Herkunft des Namens besteht Ungewissheit. Manche sind der Meinung, dass es sich um einen sehr alten Anglizismus in der färöischen Sprache handelt, d. h. sich von colt – "Fohlen" herleitet, also Hestur und Koltur – das Pferd und das Fohlen. Andere dagegen vermuten eine Herkunft vom altnordischen Wort koltr, dessen Bedeutung allerdings nicht eindeutig geklärt ist. Die gebeugten Namensformen von Koltur lauten í Koltri (in Koltur) und úr Koltri (aus Koltur).

### Siedlungen
Zwei größere Ansiedlungen finden sich auf der Insel, die auch schon im Güterverzeichnis von 1584 erwähnt wurden. Zum einen die ältere, heute verlassene Ansiedlung Heimi í Húsi und zum anderen das bislang noch bewohnte Gehöft Norðuri í Gerðum jüngeren Datums, das auch unter der Bezeichnung Koltursgarður bekannt ist.
Einst wohnten auf Koltur 50 Menschen auf vier Gehöften. Es wird erzählt, dass früher zwei einheimische Familien nicht mehr miteinander geredet haben. Den Grund hierfür wusste am Ende keiner mehr. Zwischen 1989 und 1990 war die Insel unbewohnt, bis sich ein Paar aus Kirkjubøur hier niedergelassen hat, welches die Insel 2009 wieder verließ. Nachdem deren Tochter sich 2009 mit ihrer Familie für kurze Zeit auf der Insel niedergelassen hatte, lebt seit 2011 nur noch ein Mensch auf Koltur.
Die alten Bauernhäuser auf der Insel gehen zurück auf das 16. Jahrhundert und zählen zu den besonderen kulturhistorischen Schätzen der nordischen Länder. Die Insel wird heute vom färöischen Staat subventioniert, und es ist geplant, ein altes Gehöft zu rekonstruieren, unter anderem, um den Tourismus auf der Insel anzukurbeln, aber vor allem wegen des Denkmalschutzes. Es gibt sogar Pläne die ganze Insel in einen Nationalpark zu verwandeln.
Eine regelmäßige Fährverbindung nach Koltur gibt es nicht mehr, lediglich in den Sommermonaten kann die Insel bei gutem Wetter für Ausflüge angelaufen werden. Es besteht aber die Möglichkeit mit einem Hubschrauber, der dreimal wöchentlich Koltur anfliegt, die Insel zu besuchen.
Siehe auch: Liste der Städte und Orte auf den Färöern

## Bilder von Koltur

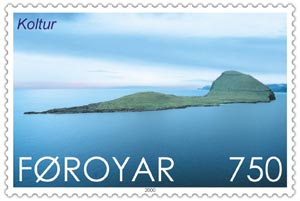
Koltur auf einer färöischen Briefmarke von 2000.
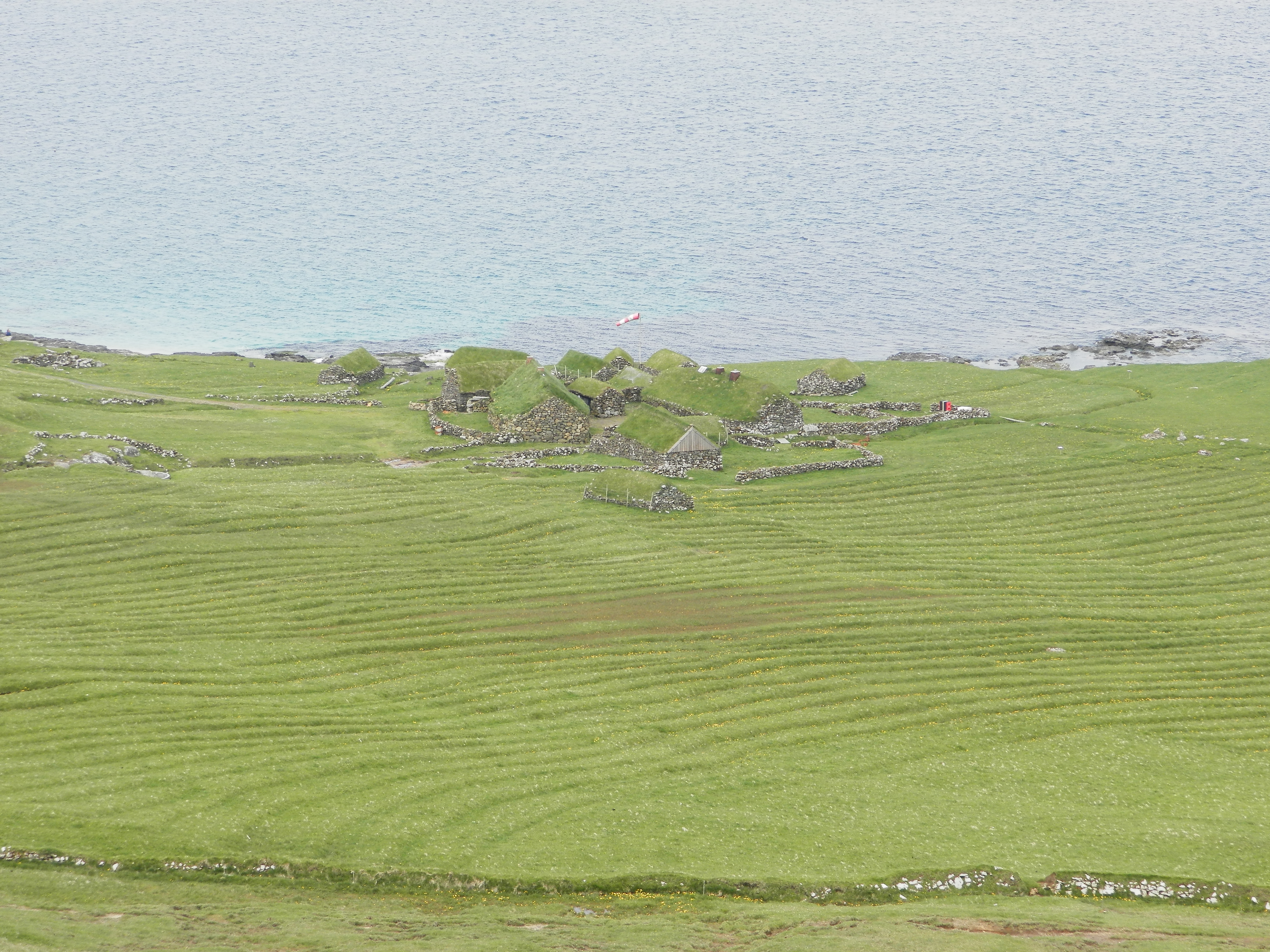
Die verlassene alte Siedlung Heima í Húsi an der Ostküste.
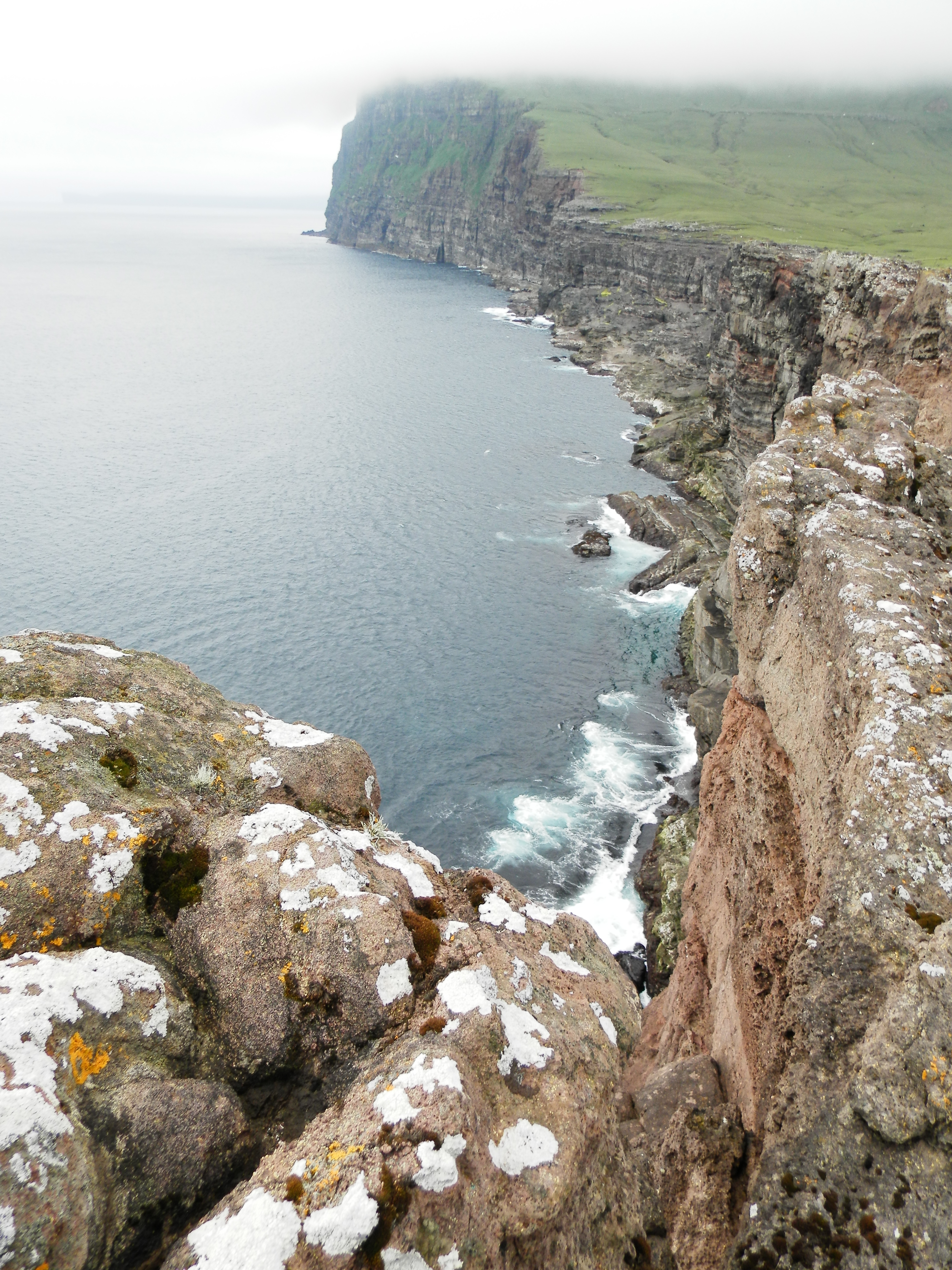
Die klippenreiche Westküste der Insel.
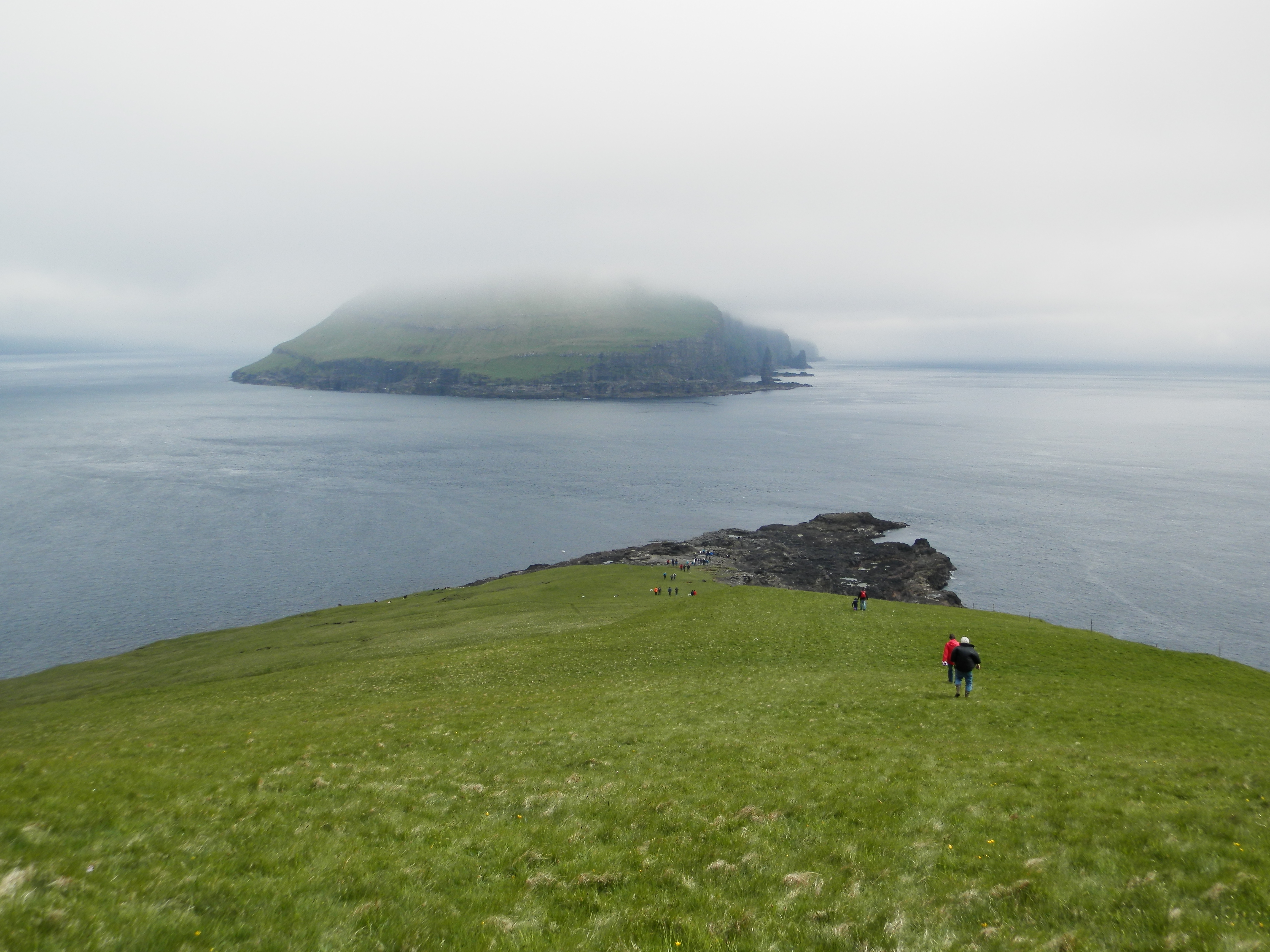
Blick über den südlichen Abschnitt der Insel (Kolturstangi) in Richtung Hestur.